# Epidelion
Epidelion (en grec antic Ἐπιδήλιον), que Estrabó anomena només Delion (Δήλιον), era un petit lloc a la costa oriental de Lacònia, segurament una població, situada als territoris de Boees a 100 estadis del cap de Malea i a 200 d'Epidaure Limera.
Segons diuen Estrabó i Pausànias, allà s'hi va fundar un temple d'Apol·lo que es va erigir en algun moment de les Guerres Mitridàtiques, quan una estàtua de fusta (un Xóanon) del déu va arribar surant pel mar fins a la costa des de Delos, que havia sofert una devastació per part de Metròfanes, el general de Mitridates VI Eupator.